# Юрчак Василь Михайлович
Васи́ль Миха́йлович Юрча́к (26 серпня 1876, м-ко Скала-над-Збручем, нині смт Скала-Подільська Борщівського району Тернопільської області — 28 вересня 1914), м. Теребовля) — український драматичний актор галицької сцени кінця XIX — поч. XX століття.

## Життєпис
Народився Василь Юрчак 26 серпня 1876 року у Скалі-Подільській на Борщівщині, в сім'ї дрібного ремісника. Тут закінчив народну школу. Перепробував багато занять, із яких на все життя полюбились гра на скрипці, спів та вирощування квітів. Перша вистава, побачена в дитинстві, залишила незгладимий слід у серці. Мрія про зачарований світ сцени не покидала юнака. І 19 вересня 1896 року він вступає до театру товариства «Руська бесіда».
Спочатку виступав у масових сценах, хорах, грав невеликі ролі. Вже в епізодах молодий актор привернув до себе увагу. Він створив декілька оригінальних образів із селянського і міського життя. Коли з'являлася на сцені його невисока постать і сміялась — сміявся весь театр, а заридає вона — від відгомону її плачу тремтіла і сцена і люди.

## Творчість
Першими ролями Юрчака були гуцул Степан у «Верховині» Коженьовського, бездомний парубок з добрим серцем Микола у «Наталці Полтавці», ґазда Сухий у «Скапаному світі» Оркана.
У репертуарі Юрчака було багато різноманітних ролей, але вершини виконавської майстерності він досягнув у драматичних виставах. Василь Михайлович не шукав і не вимагав матеріалу, і у великих, і в малих епізодичних ролях створював прекрасні, цільні образи. Максим Кукса («Пошились у дурні» М.Кропивницького), Микола Задорожний («Украдене щастя» І. Франка), Лука («На дні» М.Горького), Петро («Влада темряви» Л. Толстого) — ось далеко не повний перелік акторських удач.
Юрчак був блискучий у ролях сільських і міщанських типів, незрівняно відтворював комічні єврейські типи в п'єсах Я. Гордіна («За синім морем», «Міреле Ефрос», «Сатана»). Інші ролі: Хома («Ой, не ходи, Грицю …» М. Старицького), Кукса («Пошились у дурні» М. Кропивницького), Феноген, Омелян («Хазяїн», «Бурлака» І. Карпенка-Карого), Янко («Хата за селом» за Ю. Крашевським), Микола, Семен («Украдене щастя», «Учитель» І. Франка), Бен Акіба («Уріель-Акоста» К. Ґуцкова), Перчихін, Актор («Міщани», «На дні» М. Ґорького). Юрчак мав не тільки талант перевтілення в сценічні образи, але й великий дар імітувати гру своїх колеґ. Своїм учителем Юрчака називали А. Бучма і М. Крушельницький.
Про роль слуги Осипа «Ревізорі» Гоголя газета «Буковина» писала: «Незрівнянним слугою був Юрчак. Про цього артиста можна без перебільшення сказати, що він навіть не силкується грати. Його голос, його рухи мали в собі щось такого природного, такого само собою зрозумілого, що не можна було намилуватися ним…».
Лесь Курбас на лекціях розповідав студентам, як Юрчак різьбив вміло свої типи, приходив на репетиції з готовою, відшліфованою роллю. Відомий поет та історик театру Степан Чернецький, який деякий час співпрацював з Василем Юрчаком, як його режисер, залишив нам такі слова:
«Один з великих, може найбільших артистів, які будь-коли ходили по українській сцені в Галичині. Хто з нас не знав Юрчака? Кому з нас не стоїть перед очима та мила постать: появиться на сцені й засміється — сміється весь театр, а заридає — відгомоном її плачу тремтять і сцена і люди».
Відомий поет та історик театру Степан Чернецький, який деякий час співпрацював з Василем Юрчаком, як його режисер, писав: «Один з великих, може найбільших артистів, які будь-коли ходили по українській сцені в Галичині. Хто з нас не знав Юрчака? Кому з нас не стоїть перед очима та мила постать: появиться на сцені й засміється — сміється весь театр, а заридає — відгомоном її плачу тремтять і сцена і люди. Юрчак був серйозний, глибокий народний драматичний талант. В його голові було так багато драматичного виразу й сили, що саме тут вдирався він на вершини творчості у всій його силі та глибині. Умів устами, обличчям, очима, рухами снувати фрагменти якихось ліричних мелодій чи цілих поем. Був це тип „актора“ з „Божою іскрою“ у грудях».

## Смерть

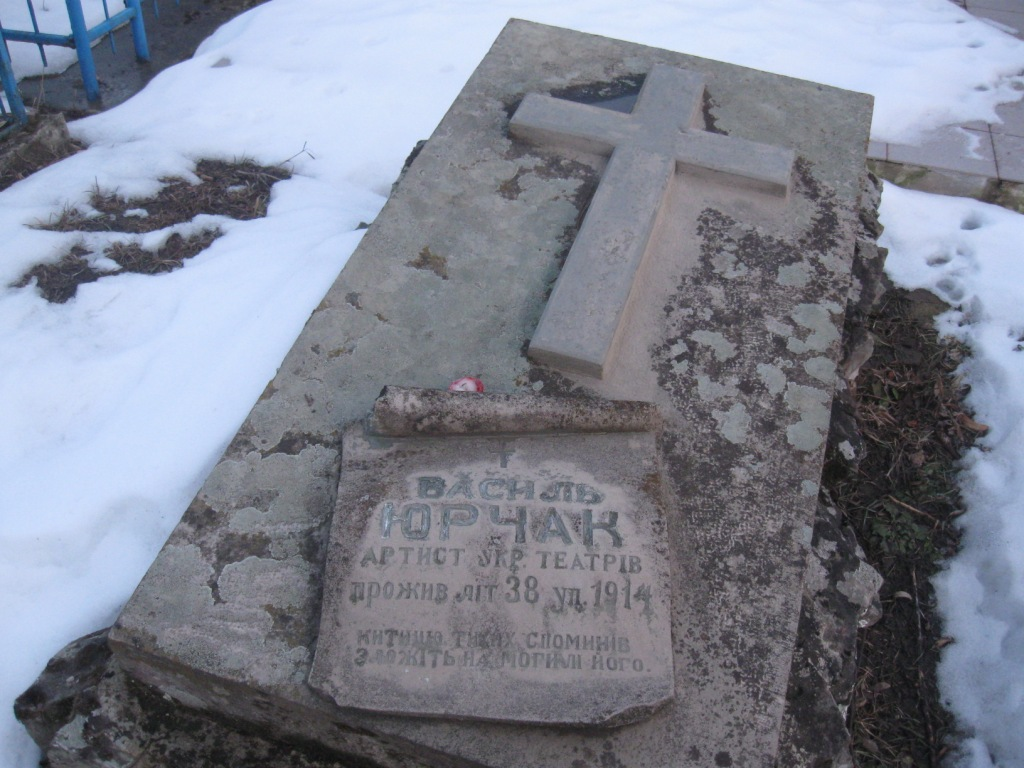
Могила Василя Юрчака на Теребовлянському кладовищі

Його талант постійно розвивався, поглиблювався, а одночасно розвивалась і його… невиліковна хвороба — туберкульоз.
З початком першої світової війни, театр припинив існування. У 1913 році захворів на туберкульоз, приїхав у Теребовлю до родичів дружини, де і помер 28 вересня 1914 року. Похований в Теребовлі на міському цвинтарі 28 вересня 1914 року.